# Сподня Драга
Сподня Драга (словен. Spodnja Draga) — поселення в общині Іванчна Гориця, Осреднєсловенський регіон, Словенія. Висота над рівнем моря: 338,5 м.